# Ommatius triangularis
Ommatius triangularis är en tvåvingeart som beskrevs av Scarbrough 2002. Ommatius triangularis ingår i släktet Ommatius och familjen rovflugor.
Artens utbredningsområde är Venezuela. Inga underarter finns listade i Catalogue of Life.